# Eugen Systems
Eugen Systems est une entreprise française de développement de jeux vidéo, domiciliée à Paris. Fondée en 1998, l'entreprise s'est spécialisée dans le jeu de stratégie en temps réel.

## Historique
Eugen Systems est fondé par Alexis et Cédric Le Dressay en 1998. En 2000, le studio sort son premier jeu, Times of Conflict.
En 2005, le studio collabore avec l'éditeur Atari pour le jeu Act of War: Direct Action. En 2018, Atari sera remplacé par THQ Nordic à l'édition.
En 2010, c'est avec Ubisoft qu'ils développent R.U.S.E..
En 2012, Eugen Systems travaille avec Focus Entertainment pour Wargame: European Escalation avant de trouver un nouveau partenaire, étranger cette fois-ci, Paradox Interactive pour Steel Division: Normandy 44 (qui sort en 2017).
Le 20 janvier 2022, Eugen Systems publie en accès anticipé Warno, un STR dont l'action se déroule pendant la Guerre froide. Le jeu est développé et publié intégralement par Eugen Systems.

## Grève de 2018
Le mercredi 14 février 2018, 21 salariés de l'entreprise se mettent en grève en accusant la direction de divers manquements au droit du travail notamment liés aux minima de salaires et à l'absence de cotisation de l'entreprise à la médecine du travail,,. La grève est reconduite le lendemain. C'est la première grève dans un studio de jeux vidéo français depuis celle chez Eden Games en 2011. Le mouvement s'inscrit dans la durée.
La grève est évoquée le 6 mars 2018 à l'Assemblée nationale par le député Sébastien Leclerc (Les Républicains) qui la qualifie de « prise d'otage ». Il est proche d'une élue épouse du PDG de l'entreprise et est accusé de conflit d'intérêts,,.
La grève prend fin après sept semaines de mobilisation, à la suite desquelles les grévistes déclarent continuer leur combat au conseil des prud'hommes.
Huit mois plus tard, le studio décide de licencier six de ses employés, tous anciens grévistes soit un quart des effectifs (21 personnes) alors qu'elle en comptabilisait 50 en 2018.

## Jeux développés
| Titre                                 | Année de sortie | Plate(s)-forme(s)                      |
| ------------------------------------- | --------------- | -------------------------------------- |
| Times of Conflict                     | 2000            | Windows                                |
| The Gladiators: Galactic Circus Games | 2002            | Windows                                |
| Act of War: Direct Action             | 2005            | Windows                                |
| Act of War: High Treason              | 2006            | Windows                                |
| R.U.S.E.                              | 2010            | PlayStation 3, Xbox 360, OS X, Windows |
| Wargame: European Escalation          | 2012            | Linux, OS X, Windows                   |
| Wargame: AirLand Battle               | 2013            | Linux, OS X, Windows                   |
| Wargame: Red Dragon                   | 2014            | Linux, OS X, Windows                   |
| Act of Aggression                     | 2015            | Linux, OS X, Windows                   |
| Steel Division: Normandy 44           | 2017            | Windows                                |
| Steel Division II                     | 2019            | Windows                                |
| Warno                                 | 2022            | Windows                                |